# サンティアゴ騎士団

サンティアゴ騎士団の十字架

サンティアゴ騎士団 （Orden Militar de Santiago）は、12世紀にイベリア半島で国家の庇護のもと設立された騎士団。ガリシアとアストゥリアスの聖人・聖ヤコブの旗のもと、イベリア半島のイスラム勢力との戦いで名を成した。この項目では、主としてカスティーリャ王国のサンティアゴ騎士団について記述する。

## 歴史
聖ヤコブ信仰の中心地サンティアゴ・デ・コンポステーラ（ガリシア）は、騎士団の発祥地・本拠地ではない。レオン王国の首都レオン、カスティーリャ王国の都市ウクレスが、発祥地の候補として争っている。当時（1157年 - 1230年）、王家はレオンとカスティーリャの2家に分かれて対抗しており、この分裂が騎士団の発祥をあいまいにした。サンティアゴ騎士団は両方の国に財産を保有していたが、レオン王フェルナンド2世とカスティーリャ王アルフォンソ8世が、それぞれ授けたことになっていた。
1230年にフェルナンド3世が即位してレオンとカスティーリャの統合が完了すると、クエンカ県のウクレスは騎士団の本部と見なされた。騎士団総長はそこに住むことになり、入団を希望する者は見習い期間をウクレスで過ごした。豊富な古文書は、1869年までマドリードの国立古文書館に保管されていた。1171年、騎士団はローマ教皇アレクサンデル3世の特使ハシント枢機卿（後に教皇ケレスティヌス3世となる）により、最初の戒律を授かった。
同時代の他の2つの騎士団、シトー会の聖ベネディクトゥスの戒律を用いたカラトラバ騎士団とアルカンタラ騎士団とは違い、サンティアゴ騎士団は聖アウグスティヌスの穏健な戒律を採用した。レオンにおいて、サンティアゴ・デ・コンポステーラへの巡礼路の途上の病院、聖ヤコブの聖堂を訪れる巡礼者の保護などの活動をしていた。騎士団は、エルサレムの聖ヨハネ騎士団のように、軍事と福祉活動の2つの特徴をもっていた。騎士団はいくつかの部署からなっていた。戒律、聖餐の管理、巡礼保護などである。信心深い騎士たちはこの共同体の中に住み、既婚の騎士もいた。結婚の合法は中世の終わりから他の騎士団でも見られたが、教皇の認可のもとで初期から認められていた。
初代団長ペドロ・フェルナンデス・デ・フエンテ・エンカラトが1184年に死去した後、数人の王子たちを含む39人の団長に継承された。1499年、カトリック両王の一方、アラゴン王フェルナンド2世は、騎士団の理事に自分を推薦してくれるよう教皇へ依頼した。その孫カルロス1世の治下、教皇ハドリアヌス6世は、3つの偉大な騎士団（アルカンタラ、カラトラーバ、サンティアゴ）をスペイン王のもとに併合させた。それ以後、3つの騎士団は称号も財産も分かれたままスペイン王の下に置かれた。これらの管理のため、カルロス1世は騎士団省という特別な部署をもうけ、王の名のもとで選ばれた長が就いた。

## 歴代騎士団総長
- ペドロ・フェルナンデス（1170年 - 1184年）
- フェルナンド・ディアス（1184年 - 1186年）
- サンチョ・フェルナンデス（1186年 - 1193年）
- ゴンサーロ・ロドリゲス（1193年 - 1204年）
- スエーロ・ロドリゲス（1204年 - 1206年）
- フェルナンド・ゴンサーレス・デ・マラニョン（1206年 - 1210年）
- ペドロ・アリアス（1210年 - 1212年） - ナバス・デ・トロサの戦いでの大怪我が原因で死亡。
- ガルシア・ゴンサーレス・デ・カンダミオ（1214年 - 1217年）
- マルティン・ペラエス・バラガン（1218年 - 1221年）
- ガルシア・ゴンサーレス・デ・カンダーモ（1222年 - 1224年） - 再任
- フェルナン・ペレス・チャチン（1224年 - 1226年）
- ペドロ・ゴンサーレス（1227年 - 1237年）
- ロドリーゴ・イニゲス（1239年 - 1242年）
- ペラヨ・ペレス・コレア（1243年 - 1275年）
- ゴンサーロ・ルイス・ヒロン（1275年 - 1279年）
- ペドロ・ヌーニェス（1279年 - 1286年）
- ゴンサーロ・マルテイ（1286年）
- ペドロ・フェルナンデス・マタ（1286年 - 1293年）
- フアン・オソーレス（1293年 - 1310年）
- ディエゴ・ムーニェス（1310年 - 1318年）
- ガルシア・フェルナンデス（1318年 - 1327年）
- バスコ・ロドリゲス（1327年 - 1338年）
- バスコ・ロペス（1338年）
- アロンソ・メレンデス・デ・グスマン（1338年 - 1342年）
- ファドリケ・アルフォンソ・デ・カスティーリャ（1342年 - 1358年）
- ガルシア・アルバレス・デ・トレード（1359年 - 1366年）
- ゴンサーロ・メヒーア（1366年 - 1371年）
- フェルナンド・オソレス（1371年 - 1383年）
- ペドロ・フェルナンデス・カベサ・デ・バカ（1383年 - 1384年）
- ロドリーゴ・ゴンサーレス・メヒーア（1384年）
- ペドロ・ムーニェス・デ・ゴドイ（1384年 - 1385年）
- ガルシア・フェルナンデス・デ・ビジャガルシーア（1385年 - 1387年）
- ロレンソ・スアーレス・デ・フィゲローア（1387年 - 1409年）
- エンリケ・デ・カスティーリャ（1409年 - 1445年）
- アルバロ・デ・ルナ（1445年 - 1453年）
- フアン2世（1453年　管理者）
- エンリケ4世（1453年 - 1462年　管理者）
- ベルトラン・デ・ラ・クエバ（1462年 - 1463年）
- アルフォンソ・デ・カスティーリャ（1463年 - 1467年）
- フアン・パチェーコ（1467年 - 1474年）
- アロンソ・デ・カルデナス（1474年 - 1476年　レオン）
- ロドリーゴ・マンリーケ（1474年 - 1476年　カスティーリャ）
- アラゴン王フェルナンド2世（1476年 - 1477年　管理者）
- アロンソ・デ・カルデナス（1477年 - 1493年） - 再任